# El Potrerillo, Guerrero
El Potrerillo är en ort i Mexiko.   Den ligger i kommunen Malinaltepec och delstaten Guerrero, i den sydöstra delen av landet, 280 km söder om huvudstaden Mexico City. El Potrerillo ligger 691 meter över havet och antalet invånare är 1 460.
Terrängen runt El Potrerillo är huvudsakligen kuperad, men norrut är den bergig. Runt El Potrerillo är det ganska glesbefolkat, med 45 invånare per kvadratkilometer. Närmaste större samhälle är San Luis Acatlán, 16,7 km söder om El Potrerillo. I omgivningarna runt El Potrerillo växer huvudsakligen savannskog.